# Грубишић
Грубишић је српскохрватско презиме. Значајни људи са овим презименом су:
- Иван Грубишић (1936-2017), хрватски свештеник и политичар
- Јелена Грубишић (1987), хрватска рукометашица
- Мато Грубишић (1982), норвешки фудбалер
- Теа Грубишић (1985), хрватска рукометашица